# رفعت هاشم‌پور
رفعت هاشم‌پور (۷ آبان ۱۳۱۰ – ۶ اسفند ١۴٠٠) گوینده و دوبلور پیشکسوت ایرانی بود.
وی در دهه ۱۳۳۰ وارد عرصهٔ دوبله شد و طی سال‌های متمادی در قبل و بعد از انقلاب ایران در تعداد بسیار زیادی از فیلم‌های سینمایی خارجی و ایرانی گویندگی کرده بود.

## زندگی
رفعت هاشم‌پور به سالِ ۱۳۱۰ در شهرستان اردبیل متولد شد و پس از طی تحصیلات مقدماتی (فارغ‌التحصیل هنرستان هنرپیشگی) برای تحصیل در رشتهٔ بازیگری تئاتر وارد دانشکده هنرهای زیبای دانشگاه تهران گردید و در این رشته با درجهٔ لیسانس فارغ‌التحصیل گردید. با این که وی در رشتهٔ بازیگری تحصیل کرده بود، امّا فعالیت هنری خویش را، به دعوت هوشنگ لطیف‌پور، با دوبله آغاز نمود. وی کار دوبله را از نیمهٔ دههٔ ۱۳۳۰ و به‌طور حرفه‌ای از سال ۱۳۳۷ آغاز نمود و در کنار آن در فاصلهٔ سال‌های ۱۳۳۸ تا ۱۳۴۶ به عنوان معلم در آموزش و پرورش نیز مشغول به تدریس شد. ویژگی‌های خاص صدای پراحساس، مصمم، دلنشین و حماسی او در کنار استعداد شگرف و توانایی مثال‌زدنی‌اش در هنر گویندگی باعث شد که او که خیلی زود مدارج پیشرفت در این عرصه را بپیماید و از همان نخستین سال‌های فعالیتش در نقش‌های اصلی و به‌جای بزرگترین بازیگران بین‌المللی نظیر آنا مانیانی، ویوین لی، اینگرید برگمن، سوزان هیوارد، ریتا هیورث، ملینا مرکوری، لانا ترنر، اوا گاردنر، ایرنه پاپاس، جینا لولوبریجیدا، کاپوسین، ژان مورو، آن بنکرافت، کیم نواک، اورسولا اندرس، فی داناوی و... در فیلم‌های ایرانی به‌جای شهلا ریاحی، فخری خوروش، آذر شیوا و... گویندگی کند و حتی گویندهٔ ثابت برخی از این بازیگران باشد.
رفعت هاشم‌پور در دوران فعالیتش در دوبله با دیگر دوبلور معروف ایرانی، یعنی جلال مقامی آشنا شده و با وی ازدواج نمود.

## فعالیت‌های حرفه‌ای
بدون تردید یکی از زیباترین و به‌یادماندنی‌ترین و مهربان ترین گویندگی‌های رفعت هاشم‌پور که صدایش را در اذهان بسیاری ماندگار ساخته‌است، گویندگی او به‌جای ویوین لی در نقش اسکارلت در فیلم بسیار معروف و جاودانهٔ «بربادرفته» (ساختهٔ ویکتور فلمینگ) می‌باشد. نقش‌گویی هاشم‌پور به‌جای این کارکتر به حدی درخشان بود که امروزه کمتر کسی در ایران می‌تواند اسکارلت اوهارا را بدون صدای گویندۀ فارسی زبانش به یاد بیاورد.
نکتهٔ بارز در دوبلهٔ  فیلم «می‌خواهم زنده بمانم»، گویندگی‌ رعفت هاشم‌پور به‌جای سوزان هیوارد (به نقش باربارا گراهام) می‌باشد. وی به تصدیق بسیاری از همکارانش به هنگام دوبله چنان در نقش خود فرو رفته بود که بارها به گریه افتاد.
از نمونه‌های برجستهٔ گویندگی رعفت هاشم‌پور، در دوبلهٔ فیلم «معجزه‌گر» به‌جای آن بنکرافت (به نقش «آنی سالیون، معلم هلن کلر) می‌باشد که به یکی از اجراهای ماندگار در تاریخ دوبله بدل شد.
گویندگی‌هایش به‌جای کیم نواک در فیلم «سرگیجه» (دوبلهٔ اول)، جینا لولوبریجیدا در فیلم «سلیمان و سبا» (دوبلهٔ اول)، جو وان فلیت در فیلم «رود وحشی»، النور پارکر (به نقش بارونِس شریدر) در فیلم «اشک‌ها و لبخندها»، لانا ترنر در فیلم «مادام ایکس»، اینگرید برگمن در فیلم «قتل در قطار سریع‌السیر شرق»، لوئیز فلچر (به نقش پرستار رچد) در «دیوانه از قفس پرید»، ایرنه پاپاس (به نقش هند) در فیلم «محمد رسول‌الله» (ساختهٔ مصطفی عقاد)، جان فرانسیس (به نقش ایوت) در مجموعهٔ تلویزیونی «ارتش سری»، جین فوندا در مجموعهٔ تلویزیونی در «عروسک‌ساز» و شخصیت صفیه (با بازی سلما مصری) در فیلم «بازمانده» (ساختهٔ سیف‌الله داد) از دیگر اجراهای شاخص و به‌یادماندنی اوست که بهترین نمونه‌های گویندگی را از خود به‌جا گذاشت.
رفعت هاشم‌پور، فعالیت به عنوان سرپرست گویندگان را نیز از سال ۱۳۵۳ در تلویزیون آغاز کرد و تا سال‌های پس از انقلاب از جمله با فیلم «چوپانان کویر» (ساختۀ حسین محجوب) که نخستین فعالیت سینمایی مستقل او به عنوان سرپرست گویندگان بود، ادامه داد. وی همچنین به عنوان سرپرست گویندگان در برخی مجموعه‌های تلویزیونی نیز فعال بود که از مهم‌ترین فعالیت‌هایش در این زمینه، مدیریت دوبلاژ سریال پر بینندۀ «قصه‌های جزیره» در اواسط دهۀ هفتاد خورشیدی بود. در این سریال خود او ابتدا به‌جای نقش دیگری حرف می‌زد، اما در ادامه ترجیح داد که به‌جای شخصیت هتی کینگ (با نقش‌آفرینی جکی باروز) حرف بزند که این نقش‌گویی او نیز بسیار مورد توجه قرار گرفت.
دیگر فعالیت او در اواخر دوران کاریش، گویندگی در فیلم «راه رفتن مرد مرده» به‌جای سوزان ساراندون بود که در ایران با نام «آخرین گام‌های یک محکوم به مرگ» (که نام رمانی می‌باشد که فیلم از روی آن تهیه شده‌است) نمایش داده شد.
وی در زمینۀ گویندگی فیلم‌های مستند هم تسلط خود را به نمایش گذاشته‌است.
رفعت هاشم‌پور از اواخر دهۀ هفتاد به بعد رفته رفته به ندرت گویندگی می‌کرد و در عوض بیشتر به آموزش دوبله به هنرجویان جوان پرداخت. وی در دههٔ ۱۳۸۰ سریال «پادشاهان قصرهای پوشالی» را مدیریت کرد كه با كارآموزان و دوبلورهای تازه‌كار دوبله شد. وی بعد از اعتصاب گویندگان در سال ۱۳۸۴، بنا به دلایل شخصی و در اقدامی خودخواسته از دوبله کناره‌گیری کرد.

## درگذشت
رفعت هاشم‌پور جمعه ۶ اسفند ۱۴۰۰ براثر کهولت سن در کرج درگذشت. مراسم تشییع پیکر وی ۷ اسفند در بهشت سکینه کرج برگزار شد.

## کارها
از نمونه گویندگی‌های شاخص رفعت هاشم‌پور می‌توان به موارد زیر اشاره کرد:
| فیلم                                                        | سال ساخت     | بازیگر           | نقش                            | نکات |
| ----------------------------------------------------------- | ------------ | ---------------- | ------------------------------ | --- |
| بربادرفته                                                   | ۱۹۳۹         | ویوین لی         | اسکارلت اوهارا                 | دوبلهٔ نسخهٔ سینمایی (دوبلهٔ اول)، مدیر دوبلاژ: احمد رسول‌زاده دوبلهٔ نسخهٔ ویدئویی (دوبلهٔ اول)، مدیر دوبلاژ: خسرو خسروشاهی |
| آهنگ برنادت                                                 | ۱۹۴۳         | ان رویر          | مادرخواندهٔ برنادت              | مدیر دوبلاژ: پرویز بهرام                                                                                              |
| من خبر داغ شدم                                              | ۱۹۴۳         | دوروتی لامور     | کریستینا هیل                   | مدیر دوبلاژ: امیرهوشنگ قطعه‌ای                                                                                         |
| داشتن و نداشتن                                              | ۱۹۴۴         | لورن باکال       | ماری                           | مدیر دوبلاژ: عطاءالله کاملی                                                                                           |
| رُم، شهر بی‌دفاع                                              | ۱۹۴۵         | آنا مانیانی      | پینا                           | دوبلهٔ دوم |
| آرزوهای بزرگ                                                | ۱۹۴۶         | مارتیتا هانت     | خانم هاویشام                   | مدیر دوبلاژ: امیرهوشنگ قطعه‌ای                                                                                         |
| خانهٔ غریبه‌ها                                                | ۱۹۴۹         | سوزان هیوارد     | ایرنه                          | |
| سامسون و دلیله                                              | ۱۹۴۹         | هدی لامار        | دلیله                          | دوبلهٔ دوم |
| باغ‌وحش شیشه‌ای                                               | ۱۹۵۰         | گرترود لارنس     | آماندا                         | مدیر دوبلاژ: عطاءالله کاملی                                                                                           |
| برف‌های کلیمانجارو                                           | ۱۹۵۲         | سوزان هیوارد     | هلن                            | مدیر دوبلاژ: سعید شرافت                                                                                               |
| از اینجا تا ابدیت                                           | ۱۹۵۳         | دبورا کار        | کارن                           | مدیر دوبلاژ: احمد رسول‌زاده                                                                                            |
| انتخاب هابسن                                                | ۱۹۵۴         | برندا ده بنزی    | مگی هابسن                      | |
| باغ شیطان                                                   | ۱۹۵۴         | سوزان هیوارد     | لی فولر                        | مدیر دوبلاژ: احمد رسول‌زاده                                                                                            |
| وسوسهٔ دل‌انگیز                                               | ۱۹۵۴         | اگنس مورهد       | نانسی اشفورد                   | مدیر دوبلاژ: ایرج دوستدار                                                                                             |
| تمام رخصت‌های بهشت (در ایران: هرآنچه تقدیر من است)           | ۱۹۵۵         | جین وایمن        | کری اسکات                      | مدیر دوبلاژ: احمد رسول‌زاده                                                                                            |
| ساعات ناامیدی                                               | ۱۹۵۵         | مارتا اسکات      | الینور هیلیارد                 | مدیر دوبلاژ: سعید شرافت                                                                                               |
| بندباز                                                      | ۱۹۵۶         | جینا لولوبریجیدا | لولا                           | دوبلهٔ نسخهٔ سینمایی (دوبلهٔ اول) مدیر دوبلاژ: ایرج دوستدار                                                              |
| ده فرمان                                                    | ۱۹۵۶         | ایوون دوکارلو    | صفورا                          | دوبلهٔ اول و دوم مدیر دوبلاژ: ایرج دوستدار                                                                             |
| جدال در اوکِی کُرال                                           | ۱۹۵۷         | جو وان فلیت      | کت فیشر                        | مدیر دوبلاژ: ایرج دوستدار                                                                                             |
| دستهٔ فرشتگان                                                | ۱۹۵۷         | ایوون دوکارلو    | آمانتا                         | |
| دُن کیشوت                                                    | ۱۹۵۷         | تامیلا آگامیرووا |                                | مدیر دوبلاژ: هوشنگ لطیف‌پور                                                                                            |
| سه چهرهٔ ایو                                                 | ۱۹۵۷         | جوآن وودوارد     | ایو وایت/ایو بلک/جین           | |
| ابله                                                        | ۱۹۵۸         | یولیا بوریسووا   | ناستازیا فیلیپوونا             | مدیر دوبلاژ: سعید شرافت                                                                                               |
| سرگیجه                                                      | ۱۹۵۸         | کیم نُواک         | مادلین / جودی                  | دوبلهٔ نسخهٔ سینمایی (دوبلهٔ اول) مدیر دوبلاژ: ایرج دوستدار                                                              |
| مسافرخانهٔ ششمین خوشبختی                                     | ۱۹۵۸         | اینگرید برگمن    |                                | |
| می‌خواهم زنده بمانم!                                         | ۱۹۵۸         | سوزان هیوارد     | باربارا گراهام                 | دوبلهٔ نسخهٔ سینمایی (دوبلهٔ اول)، مدیر دوبلاژ: علی کسمایی دوبلهٔ دوم                                                     |
| بن هور                                                      | ۱۹۵۹         | هایا هاراریت     | استر                           | مدیر دوبلاژ: احمد رسول‌زاده                                                                                            |
| تقلید زندگی                                                 | ۱۹۵۹         | لانا ترنر        | لورا مردیت                     | دوبلهٔ دوم |
| داستان اف‌بی‌آی                                               | ۱۹۵۹         | ورا مایلز        | لوسی آن                        | مدیر دوبلاژ: ابوالحسن تهامی                                                                                           |
| ریو براوو                                                   | ۱۹۵۹         | انجی دیکینسون    | فدرز                           | مدیر دوبلاژ: ایرج دوستدار                                                                                             |
| سلیمان و ملکهٔ سبا                                           | ۱۹۵۹         | جینا لولوبریجیدا | ملکهٔ سبا                       | دوبلهٔ نسخهٔ سینمایی (دوبلهٔ اول) مدیر دوبلاژ: ایرج دوستدار                                                              |
| ازشمال به آلاسکا                                            | ۱۹۶۰         | کاپوسین          | آنجل                           | |
| روانی (در ایران: روح)                                       | ۱۹۶۰         | ورا مایلز        | لی‌لا کرین                      | مدیر دوبلاژ: ایرج دوستدار                                                                                             |
| رود وحشی                                                    | ۱۹۶۰         | جو وان فلیت      | الاگارت                        | |
| توپ‌های ناوارون                                              | ۱۹۶۱         | ایرنه پاپاس      | ماریا                          | |
| شاهِ شاهان (در ایران: فروغ بی‌پایان)                          | ۱۹۶۱         | ریتا گم          | هیرودیا                        | دوبلهٔ دوم |
| شکوه علفزار                                                 | ۱۹۶۱         | باربارا لدن      | جینی استمپر                    | دوبلهٔ دوم مدیر دوبلاژ: سعید شرافت                                                                                     |
| تنگهٔ وحشت                                                   | ۱۹۶۲         | پالی برگن        | پگی بوودن                      | مدیر دوبلاژ: علی کسمایی                                                                                               |
| دکتر نو                                                     | ۱۹۶۲         | اورسولا اَندرِس    | هانی ریدر                      | مدیر دوبلاژ: ایرج دوستدار                                                                                             |
| معجزه‌گر                                                     | ۱۹۶۲         | آن بنکرافت       | آن سالیوان                     | مدیر دوبلاژ: علی کسمایی                                                                                               |
| از روسیه با عشق                                             | ۱۹۶۳         | دنیلا بیانکی     | تاتیانا                        | |
| بچهٔ فلابر                                                   | ۱۹۶۳         | نانسی اولسون     | بتسی برینهارد                  | مدیر دوبلاژ: ابوالحسن تهامی                                                                                           |
| پلنگ صورتی                                                  | ۱۹۶۳         | کاپوسین          | سیمون کلوزو                    | دوبلهٔ اول مدیر دوبلاژ: محمدعلی زرندی                                                                                  |
| جایزه                                                       | ۱۹۶۳         | میشلین پرل       | دکتر دنیز مارسو                | مدیر دوبلاژ: علی کسمایی                                                                                               |
| سال‌های ازدست‌رفته (عنوان اصلی: ساعات دزدیده‌شده)              | ۱۹۶۳         | سوزان هیوارد     |                                | مدیر دوبلاژ: علی کسمایی                                                                                               |
| نوع جدید عشق                                                | ۱۹۶۳         | جوآن وودوارد     | سامانتا بلک                    | |
| ۴ نفر برای تگزاس                                            | ۱۹۶۳         | اورسولا اَندرِس    | ماکسیم                         | |
| ۵۵ روز در پکن                                               | ۱۹۶۳         | اوا گاردنر       | بارونس ناتاشا (ناتالی) ایوانوف | |
| کلئوپاترا                                                   | ۱۹۶۳         | فرانچسکا آنیس    | ایراس                          | دوبلهٔ دوم |
| بانوی زیبای من                                              | ۱۹۶۴         | گلادیس کوپر      | خانم هیگینز                    | مدیر دوبلاژ: علی کسمایی                                                                                               |
| بکت                                                         | ۱۹۶۴         | پاملا براون      | الینور، دوشس آکیتن             | مدیر دوبلاژ: ایرج دوستدار                                                                                             |
| توپکاپی                                                     | ۱۹۶۴         | ملینا مرکوری     | الیزابت لیپ                    | |
| جایی که عشق نیست                                            | ۱۹۶۴         | سوزان هیوارد     | والری هیدن میلر                | |
| رولز-رویس زرد                                               | ۱۹۶۴         | اینگرید برگمن    | گردا میلت                      | مدیر دوبلاژ: احمد رسول‌زاده                                                                                            |
| سقوط امپراتوری روم                                          | ۱۹۶۴         | سوفیا لورن       | لوسیلا                         | مدیر دوبلاژ: عطاءالله کاملی                                                                                           |
| سنگام                                                       | ۱۹۶۴         |                  | مادر کوپال                     | مدیر دوبلاژ: سعید شرافت                                                                                               |
| گلدفینگر                                                    | ۱۹۶۴         | اونور بلکمن      | پوسی گالور                     | |
| هفت روز در ماه مِه                                           | ۱۹۶۴         | اوا گاردنر       | النور                          | |
| اشک‌ها و لبخندها (عنوان اصلی: آوای موسیقی)                   | ۱۹۶۵         | النور پارکر      | بارونِس شریدر                   | مدیر دوبلاژ: علی کسمایی                                                                                               |
| تازه چه خبر پوسی‌کت؟                                         | ۱۹۶۵         | اورسولا اَندرِس    | ریتا                           | مدیر دوبلاژ: ایرج دوستدار                                                                                             |
| دکتر ژیواگو                                                 | ۱۹۶۵         | شیوون مک‌کنا      | آنا گرومیکو                    | مدیر دوبلاژ: علی کسمایی                                                                                               |
| ریش‌قرمز                                                     | ۱۹۶۵         | کیوکو کاگاوا     | زن دیوانه                      | مدیر دوبلاژ: سعید شرافت                                                                                               |
| کتاب آفرینش                                                 | ۱۹۶۶         | اوا گاردنر       | ساره                           | مدیر دوبلاژ: احمد رسول‌زاده                                                                                            |
| مادام ایکس                                                  | ۱۹۶۶         | لانا ترنر        | هالی اندرسن (مادام ایکس)       | |
| بانی و کلاید                                                | ۱۹۶۷         | فِی داناوِی        | بانی پارکر                     | مدیر دوبلاژ: ابوالحسن تهامی                                                                                           |
| ظرف عسل                                                     | ۱۹۶۷         | سوزان هیوارد     | کراکت شریدان                   | مدیر دوبلاژ: ابوالحسن تهامی                                                                                           |
| کنتسی از هنگ کنگ                                            | ۱۹۶۷         | سوفیا لورن       | ناتاشا                         | مدیر دوبلاژ: ابوالحسن تهامی                                                                                           |
| برادری                                                      | ۱۹۶۸         | ایرنه پاپاس      | آیدا جینتا                     | |
| تپش قلب                                                     | ۱۹۶۸         | کاترین دِنُو       |                                | |
| شکارچیان پوست سر                                            | ۱۹۶۸         | شلی وینترز       | کیت                            | دوبلهٔ دوم |
| مایرلینگ                                                    | ۱۹۶۸         | اوا گاردنر       | الیزابت اتریش-مجارستان         | مدیر دوبلاژ: سعید شرافت                                                                                               |
| داستان عشق                                                  | ۱۹۷۰         | کاترین بالفور    | خانم بارت (مادر اُلیور)         | مدیر دوبلاژ: مهین کسمایی                                                                                              |
| شهر وحشی                                                    | ۱۹۷۰         | جیل ایرلند       | ونسا                           | |
| غریبه‌ها در شهر                                              | ۱۹۷۰         | سندی دنیس        | گوئن کلرمن                     | دوبلهٔ نسخهٔ سینمایی (دوبلهٔ اول)                                                                                        |
| الماس‌ها ابدی‌اند                                             | ۱۹۷۱         | جیل سنت جان      | تیفانی کیس                     | |
| ویولن‌زن روی بام                                             | ۱۹۷۱         | نرما کرین        |                                | مدیر دوبلاژ: محمود قنبری                                                                                              |
| برادر خورشید، خواهر ماه                                     | ۱۹۷۲         | والنتینا کورتس   | پیکا (مادر فرانسیس آسیزی)      | مدیر دوبلاژ: محمود قنبری                                                                                              |
| پدرخوانده                                                   | ۱۹۷۲         | دایان کیتن       | کی آدامز کورلئونه              | دوبلهٔ نسخهٔ سینمایی (دوبلهٔ اول) مدیر دوبلاژ: احمد رسول‌زاده                                                             |
| جنون                                                        | ۱۹۷۲         | باربارا لی-هانت  | برندا بلینی                    | مدیر دوبلاژ: احمد رسول‌زاده                                                                                            |
| مردی از لامانچا                                             | ۱۹۷۲         | سوفیا لورن       | آلدونسا                        | |
| جن‌گیر                                                       | ۱۹۷۳         | الن برستین       | کریس مک‌نیل                     | مدیر دوبلاژ: خسرو خسروشاهی                                                                                            |
| عقرب                                                        | ۱۹۷۳         | جوآن لینویل      | سارا کراس                      | دوبلهٔ دوم |
| آسمانخراش جهنمی                                             | ۱۹۷۴         | فِی داناوِی        | سوزان فرانکلین                 | مدیر دوبلاژ: خسرو خسروشاهی                                                                                            |
| آلیس دیگر اینجا زندگی نمی‌کند                                | ۱۹۷۴         | الن برستین       | آلیس گراهام                    | |
| قتل در قطار سریع‌السیر شرق                                   | ۱۹۷۴         | اینگرید برگمن    | گرتا اولسون                    | دوبلهٔ اول و دوم |
| دیوانه از قفس پرید (عنوان اصلی: پرواز بر فراز آشیانهٔ فاخته) | ۱۹۷۵         | لوئیز فلچر       | پرستار رچد                     | دوبلهٔ دوم مدیر دوبلاژ: خسرو خسروشاهی                                                                                  |
| سه روز کندور                                                | ۱۹۷۵         | فِی داناوِی        | کتی هیل                        | مدیر دوبلاژ: خسرو خسروشاهی                                                                                            |
| تیرانداز (در ایران: آخرین تیرانداز)                         | ۱۹۷۶         | لورن باکال       | باند راجرز                     | |
| داستان سیاوش                                                | ۱۹۷۶         |                  | سودابه                         | مدیر دوبلاژ: محمود قنبری                                                                                              |
| گذرگاه کاساندرا                                             | ۱۹۷۶         | سوفیا لورن       | جنیفر                          | دوبلهٔ دوم |
| محمد رسول‌الله                                               | ۱۹۷۶         | ایرنه پاپاس      | هند                            | مدیر دوبلاژ: منوچهر اسماعیلی                                                                                          |
| یک روز بخصوص                                                | ۱۹۷۷         | سوفیا لورن       | آنتونیا                        | |
| ارتش سری                                                    | ۱۹۷۷         | جان فرانسیس      | ایوت (لیزا کولبرت)             | سریال تلویزیونی مدیر دوبلاژ: ایرج رضایی                                                                               |
| در برابر باد                                                | ۱۹۷۸         | لین رینبو        | لوئیزا ویلتشیر                 | سریال تلویزیونی مدیر دوبلاژ: عطاءالله کاملی                                                                           |
| استاکر                                                      | ۱۹۷۹         | آلیسا فرایندلیش  | همسر استاکر                    | مدیر دوبلاژ: خسرو خسروشاهی                                                                                            |
| قانون                                                       | ۱۹۸۲         | راکهی گلزار      | شیتل کومار (مادر ویجی)         | مدیر دوبلاژ: خسرو خسروشاهی                                                                                            |
| مارکو پولو                                                  | ۱۹۸۲ تا ۱۹۸۳ | آن بنکرافت       | مادر مارکو                     | سریال تلویزیونی مدیر دوبلاژ: جلال مقامی                                                                               |
| عروسک‌ساز                                                    | ۱۹۸۴         | جین فوندا        |                                | سریال تلویزیونی مدیر دوبلاژ: مهدی علی‌محمدی                                                                            |
| آن در گرین گیبلز: دنباله (در ایران: رؤیای سبز)              | ۱۹۸۷         | رزماری دانسمور   | کاترین بروک                    | سریال تلویزیونی مدیر دوبلاژ: سعید شرافت                                                                               |
| نانی و مانی                                                 | ۱۹۸۸ تا ۱۹۸۹ | لیسا هارو        | سیگرید (مادر)                  | سریال تلویزیونی مدیر دوبلاژ: رفعت هاشم‌پور                                                                             |
| پوآرو                                                       | ۱۹۸۹ تا ۱۹۹۶ | بازیگران مهمان   | نقش‌های مهمان                   | سریال تلویزیونی مدیر دوبلاژ: عطاءالله کاملی                                                                           |
| قصه‌های جزیره (عنوان اصلی: جاده‌ای به اَونلی)                  | ۱۹۹۰ تا ۱۹۹۶ | جکی باروز        | هتی کینگ                       | سریال تلویزیونی مدیر دوبلاژ: رفعت هاشم‌پور                                                                             |
| آدم کوچولوها                                                | ۱۹۹۲         | پنلوپه ویلتون    | مادر                           | سریال تلویزیونی مدیر دوبلاژ: سعید شرافت                                                                               |
| قلب سیاه باترسی                                             | ۱۹۹۵         |                  |                                | سریال تلویزیونی مدیر دوبلاژ: رفعت هاشم‌پور                                                                             |
| بازمانده                                                    | ۱۹۹۵         | سلما مصری        | صفیه                           | مدیر دوبلاژ: ناصر طهماسب                                                                                              |
| راه رفتنِ مردِ مُرده (در ایران: آخرین گام‌های یک محکوم به مرگ)  | ۱۹۹۵         | سوزان ساراندون   | هلن پریجین                     | |
| تمساح آلبینو                                                | ۱۹۹۶         | فِی داناوِی        | جنت بوردوکس                    | مدیر دوبلاژ: جلال مقامی                                                                                               |
| پادشاهان قصرهای پوشالی                                      | ۱۹۹۸         |                  |                                | سریال تلویزیونی مدیر دوبلاژ: رفعت هاشم‌پور                                                                             |
| بلفگور، شبح لوور                                            | ۲۰۰۰         | جولی کریستی      |                                | مدیر دوبلاژ: جلال مقامی                                                                                               |
| ستون فقرات شیطان                                            | ۲۰۰۱         | ماریسا پارِدِس     | کارمن                          | |
| گاهی خوشی گاهی غم                                           | ۲۰۰۱         | جایا باچان       | ناندینی ریچاند                 | مدیر دوبلاژ: سعید مظفری                                                                                               |
| مبارزین زندان ۲                                             | ۲۰۰۲         | گیل هریس         | نیکول                          | مدیر دوبلاژ: رفعت هاشم‌پور                                                                                             |
| مرد حصیری                                                   | ۲۰۰۶         | الن برستین       | خواهر سامرسيزل                 | مدیر دوبلاژ: خسرو خسروشاهی                                                                                            |
|                                                             |              | لیلیان گیش       |                                | |
|                                                             |              | مارلنه دیتریش    |                                | |
|                                                             |              | جوآن کراوفورد    |                                | |
|                                                             |              | کلودت کولبرت     |                                | |
|                                                             |              | کاترین هپبورن    |                                | |
|                                                             |              | ریتا هِیوُرث       |                                | |
|                                                             |              | ژان مورو         |                                | |
|                                                             |              | گریس کلی         |                                | |
|                                                             |              | کلودیا کاردیناله |                                | |

| فیلم              | سال ساخت  | بازیگر          | نقش         | نکات                                             |
| ----------------- | --------- | --------------- | ----------- | ------------------------------------------------ |
| اکثر فیلم‌ها       |           | شهلا ریاحی      |             |                                                  |
| سلطان قلب‌ها       | ۱۳۴۷      | آذر شیوا        | ستاره       | مدیر دوبلاژ: چنگیز جلیلوند                       |
| سلطان صاحبقران    | ۱۳۵۴      | ایرن            | مهدعلیا     | مجموعهٔ تلویزیونی مدیر دوبلاژ: ناصر طهماسب        |
| تاراج             | ۱۳۶۳      | فخری خوروش      | بِیگُم        | مدیر دوبلاژ: منوچهر اسماعیلی                     |
| بگذار زندگی کنم   | ۱۳۶۵      | مهین شهابی      |             | مدیر دوبلاژ: خسرو خسروشاهی                       |
| پدرسالار          | ۱۳۷۲-۱۳۷۴ | اکرم محمدی      | زهره        | مدیر دوبلاژ: جلال مقامی                          |
| امام علی          | ۱۳۷۰-۱۳۷۵ | فخری خوروش      | دایهٔ ولید   | مجموعهٔ تلویزیونی مدیر دوبلاژ: بهرام زند          |
| پهلوانان نمی‌میرند | ۱۳۷۶      | فخری خوروش      | حلیمه خاتون | مجموعهٔ تلویزیونی مدیر دوبلاژ: بهرام زند          |
| معصومیت ازدست‌رفته | ۱۳۸۲      | فریده سپاه‌منصور | سوفیا       | مجموعهٔ تلویزیونی مدیر دوبلاژ: حمیدرضا آشتیانی‌پور |
|                   |           | پروین غفاری     |             |                                                  |
|                   |           | فریبا خاتمی     |             |                                                  |

- به‌جای سوزان هیوارد در فیلم‌هایی چون «خانهٔ بیگانگان»، «برف‌های کلیمانجارو»، «باغ شیطان»، «می‌خواهم زنده بمانم»، «جایی که عشق نیست»، «ظرف عسل»، «آوایی در قلب من»، و...
- به‌جای ایرنه پاپاس در فیلم‌هایی چون «توپ‌های ناوارون»، «زوربای یونانی»، «زِد» و «محمد رسول‌الله»
- به‌جای اوا گاردنر در فیلم‌هایی چون «پنجاه و پنج روز در پکن»، «هفت روز در ماه می»، «کتاب آفرینش» و «مایرلینگ»
- به‌جای فی داناوی در فیلم‌هایی چون «بانی و کلاید»، «آسمان خراش جهنمی»، «سه روز کندور» و «تمساح آلبینو»
- به‌جای اورسولا آندرس در فیلم‌هایی چون «دکتر نو»، «چهار نفر عازم تگزاس» و «تازه چه خبر پوسی کت؟»
- به‌جای سوفیا لورن در فیلم‌هایی چون «سقوط امپراطوری رُم»، «کنتسی از هنگ‌کنگ» و «یک روز به‌خصوص»
- به‌جای اینگرید برگمن در فیلم‌هایی چون «رولز رویس زرد» و «قتل در قطار سریع‌السیر شرق»
- به‌جای جینا لولوبریجیدا در فیلم‌هایی چون «سلیمان و ملکهٔ سبا» و «بندباز» (دوبله‌های نسخهٔ سینمایی)
- به‌جای لانا ترنر در فیلم‌هایی چون «تقلید زندگی» و «مادام ایکس»
- به‌جای ایوون دوکارلو در فیلم‌هایی چون «ده فرمان» و «دستهٔ فرشتگان»
- به‌جای کاپوسین در فیلم‌هایی چون «از شمال به آلاسکا» و «پلنگ صورتی»
- به‌جای لورن باکال در فیلم‌هایی چون «داشتن و نداشتن» و «آخرین تیرانداز»
- به‌جای جو وان فلیت در فیلم‌هایی چون «جدال در اوکی کرال» و «رود وحشی»
- به‌جای الن برستین در فیلم‌هایی چون «جن‌گیر» و «آلیس دیگر اینجا زندگی نمی‌کند»
- به‌جای آنا مانیانی در فیلم‌هایی چون «رُم شهر بی‌دفاع» و «راز سانتاویتوریا»
- به‌جای ویوین لی در «بر باد رفته»
- به‌جای هدی لامار در «سامسون و دلیله»
- به‌جای مارتا اسکات در «ساعات ناامیدی»
- به‌جای کیم نوواک در «سرگیجه» (دوبله نسخهٔ سینمایی)
- به‌جای هایا هاراریت در «بن هور»
- به‌جای آنجی دیکینسون در «ریو براوو»
- به‌جای ورا مایلز در «روانی»
- به‌جای باربارا لودن در «شکوه علفزار»
- به‌جای پالی برگن در «تنگهٔ وحشت»
- به‌جای آن بنکرافت در «معجزه‌گر»
- به‌جای دانیلا بیانکی در «از روسیه با عشق»
- به‌جای اونور بلکمن در «پنجه طلایی»
- به‌جای ملینا مرکوری در «توپكاپی»
- به‌جای النور پارکر در «آوای موسیقی» (در ایران: اشکها و لبخندها)
- به‌جای شلی وینترز در «شکارچیان پوست سر»
- به‌جای جیل ایرلند در «شهر خشن»
- به‌جای سندی دنیس در «غریبه‌ها در شهر» (دوبله اول)
- به‌جای جیل سنت جان در «الماس‌ها ابدی‌اند»
- به‌جای لوئیز فلچر در «پرواز بر فراز آشیانه فاخته» (در ایران: دیوانه از قفس پرید)
- به‌جای سوزان ساراندون در «راه رفتن مرد مرده» (در ایران: آخرین گام‌های یک محکوم به مرگ)
- به‌جای شخصیت ناستازیا فیلیپوونا در فیلم روسی «ابله»
- به‌جای شخصیت زن دیوانه در فیلم ژاپنی «ریش قرمز»
- به‌جای شخصیت همسر استاکر در فیلم روسی «استاکر»
- به‌جای شخصیت مادر آمیتاب باچان (وی جی) در فیلم هندی «قانون»
- به‌جای جان فرانسیس (لیزا/ایوت) در سریال «ارتش سری»
- به‌جای جین فوندا در سریال «عروسک ساز»
- به‌جای جکی باروس (هتی کینگ) در سریال «قصه‌های جزیره»
- به‌جای آذر شیوا در اغلب فیلم‌ها از جمله در «سلطان قلبها»
- به‌جای شهلا ریاحی در اکثریت فیلم‌ها
- به‌جای فخری خوروش در «تاراج»، سریال‌های «پهلوانان نمی‌میرند» و «امام علی»
- به‌جای مهین شهابی در چند فیلم
- به‌جای اکرم محمدی در سریال «پدرسالار»
- به‌جای شخصیت صفیه (با بازی سلما مصری) در فیلم «بازمانده» ساختهٔ سیف الله داد
- به جای فرزانه تاییدی در فیلم جهنم به اضافه من ساخته محمدعلی فردین مجموعه تلویزیونی سوروسوگ شبکه اول